# 10837 Yuyakekoyake
10837 Yuyakekoyake eller 1994 EJ1 är en asteroid i huvudbältet som upptäcktes den 6 mars 1994 av de båda japanska astronomerna Masanori Hirasawa och Shohei Suzuki vid Nyukasa-observatoriet. Den är uppkallad efter den japanska barnvisan Yuyakekoyake.
Asteroiden har en diameter på ungefär 9 kilometer och den tillhör asteroidgruppen Hansa.